# Esgrima nos Jogos Olímpicos de Verão de 2004 - Espada por equipes feminino
A competição de espada por equipes feminino nos Jogos Olímpicos de Verão de 2004 foi disputada no dia 20 de agosto no Salão de Esgrima no Complexo Olímpico Helliniko. No total, 33 mulheres de nove nações competiram nesse evento.

## Medalhistas
|  | RUS Rússia                                                       |  | GER Alemanha                                  |  | FRA França                                                                |
|  | Karina Aznavourian Oxana Ermakova Tatiana Logounova Anna Sivkova |  | Claudia Bokel Imke Duplitzer Britta Heidemann |  | Sarah Daninthe Laura Flessel-Colovic Hajnalka Kiraly Picot Maureen Nisima |

## Resultados

### Esquema
| Primeira fase | Primeira fase | Primeira fase |  |  | Quartas de final | Quartas de final | Quartas de final |  |  | Semifinais | Semifinais | Semifinais |  |                | Final          | Final          | Final |
|               |               |               |  |  |                  |                  |                  |  |  |            |            |            |  |                |                |                |       |
|               |               |               |  |  |                  |                  |                  |  |  |            |            |            |  |                |                |                |       |
|               |               |               |  |  |                  | Rússia           | 37               |  |  |            |            |            |  |                |                |                |       |
|               |               |               |  |  |                  | Coreia do Sul    | 31               |  |  |            |            |            |  |                |                |                |       |
|               |               |               |  |  |                  |                  |                  |  |  |            | Rússia     | 25         |  |                |                |                |       |
|               |               |               |  |  |                  |                  |                  |  |  |            | Canadá     | 18         |  |                |                |                |       |
|               |               |               |  |  |                  | Canadá           | 38               |  |  |            |            |            |  |                |                |                |       |
|               |               |               |  |  |                  | Hungria          | 37               |  |  |            |            |            |  |                |                |                |       |
|               |               |               |  |  |                  |                  |                  |  |  |            |            |            |  |                |                | Rússia         | 34    |
|               |               |               |  |  |                  |                  |                  |  |  |            |            |            |  |                |                | Alemanha       | 28    |
|               |               |               |  |  |                  | Alemanha         | 33               |  |  |            |            |            |  |                |                |                |       |
|               | Grécia        | 34            |  |  |                  | Grécia           | 32               |  |  |            |            |            |  |                |                |                |       |
|               | África do Sul | 15            |  |  |                  |                  |                  |  |  |            | Alemanha   | 33         |  |                |                |                |       |
|               |               |               |  |  |                  |                  |                  |  |  |            | França     | 32         |  |                |                |                |       |
|               |               |               |  |  |                  | França           | 45               |  |  |            |            |            |  | Terceiro lugar | Terceiro lugar | Terceiro lugar |       |
|               |               |               |  |  |                  | China            | 33               |  |  |            |            |            |  |                |                | França         | 45    |
|               |               |               |  |  |                  |                  |                  |  |  |            |            |            |  |                |                | Canadá         | 37    |

#### Primeira fase
Como havia nove equipes na competição, uma partida preliminar foi realizada para reduzir o número para oito equipes. A equipe perdedora, a África do Sul, portanto, terminou em último lugar da classificação final.
| Grécia               | 34 – 15 | África do Sul     |
| Jeanne Hristou       | 4 – 2   | Natalia Tychler   |
| Dimitra Magkanoudaki | 1 – 2   | Rachel Barlow     |
| Niki Sidiropoulou    | 6 – 2   | Kelly-Anne Wilson |
| Dimitra Magkanoudaki | 0 – 1   | Natalia Tychler   |
| Jeanne Hristou       | 5 – 3   | Kelly-Anne Wilson |
| Niki Sidiropoulou    | 5 – 3   | Rachel Barlow     |
| Dimitra Magkanoudaki | 6 – 2   | Kelly-Anne Wilson |
| Niki Sidiropoulou    | 2 – 0   | Natalia Tychler   |
| Jeanne Hristou       | 5 – 0   | Rachel Barlow     |

#### Quartas de final
| Rússia            | 37 – 31 | Coreia do Sul |
| Tatiana Logounova | 5 – 3   | Lee Keum-Nam  |
| Oxana Ermakova    | 0 – 2   | Kim Hee-Jeong |
| Anna Sivkova      | 1 – 0   | Kim Mi-Jung   |
| Oxana Ermakova    | 4 – 3   | Lee Keum-Nam  |
| Tatiana Logounova | 7 – 8   | Kim Mi-Jung   |
| Anna Sivkova      | 1 – 1   | Kim Hee-Jeong |
| Oxana Ermakova    | 1 – 2   | Kim Mi-Jung   |
| Anna Sivkova      | 4 – 3   | Lee Keum-Nam  |
| Tatiana Logounova | 14 – 9  | Kim Hee-Jeong |

| Canadá            | 38 – 37 | Hungria              |
| Monique Kavelaars | 1 – 3   | Ildikó Mincza-Nébald |
| Sherraine MacKay  | 3 – 2   | Adrienn Hormay       |
| Julie Leprohon    | 4 – 1   | Tímea Nagy           |
| Monique Kavelaars | 4 – 4   | Adrienn Hormay       |
| Julie Leprohon    | 6 – 8   | Ildikó Mincza-Nébald |
| Sherraine MacKay  | 1 – 0   | Tímea Nagy           |
| Julie Leprohon    | 7 – 6   | Adrienn Hormay       |
| Monique Kavelaars | 3 – 3   | Tímea Nagy           |
| Sherraine MacKay  | 8 – 10  | Ildikó Mincza-Nébald |

| Alemanha         | 33 – 32 | Grécia               |
| Claudia Bokel    | 0 – 2   | Niki Sidiropoulou    |
| Imke Duplitzer   | 0 – 4   | Jeanne Hristou       |
| Britta Heidemann | 4 – 4   | Dimitra Magkanoudaki |
| Imke Duplitzer   | 8 – 7   | Niki Sidiropoulou    |
| Claudia Bokel    | 2 – 1   | Dimitra Magkanoudaki |
| Britta Heidemann | 8 – 4   | Jeanne Hristou       |
| Imke Duplitzer   | 3 – 2   | Dimitra Magkanoudaki |
| Britta Heidemann | 6 – 7   | Niki Sidiropoulou    |
| Claudia Bokel    | 1 – 1   | Jeanne Hristou       |

| França                | 45 – 33 | China       |
| Laura Flessel-Colovic | 3 – 2   | Li Na       |
| Maureen Nisima        | 3 – 0   | Zhang Li    |
| Hajnalka Kiraly Picot | 4 – 0   | Shen Weiwei |
| Laura Flessel-Colovic | 8 – 7   | Zhang Li    |
| Hajnalka Kiraly Picot | 7 – 3   | Li Na       |
| Maureen Nisima        | 5 – 2   | Shen Weiwei |
| Hajnalka Kiraly Picot | 5 – 7   | Zhang Li    |
| Laura Flessel-Colovic | 5 – 6   | Shen Weiwei |
| Maureen Nisima        | 1 – 6   | Li Na       |

#### Semifinais
| Rússia            | 25 – 18 | Canadá            |
| Tatiana Logounova | 1 – 0   | Monique Kavelaars |
| Oxana Ermakova    | 4 – 3   | Sherraine MacKay  |
| Anna Sivkova      | 1 – 3   | Julie Leprohon    |
| Oxana Ermakova    | 3 – 0   | Monique Kavelaars |
| Tatiana Logounova | 0 – 2   | Julie Leprohon    |
| Anna Sivkova      | 2 – 1   | Sherraine MacKay  |
| Oxana Ermakova    | 0 – 1   | Julie Leprohon    |
| Anna Sivkova      | 2 – 3   | Monique Kavelaars |
| Tatiana Logounova | 12 – 5  | Sherraine MacKay  |

| Alemanha         | 33 – 32 | França                |
| Imke Duplitzer   | 3 – 0   | Maureen Nisima        |
| Claudia Bokel    | 2 – 3   | Laura Flessel-Colovic |
| Britta Heidemann | 2 – 1   | Hajnalka Kiraly Picot |
| Claudia Bokel    | 1 – 2   | Maureen Nisima        |
| Imke Duplitzer   | 4 – 4   | Hajnalka Kiraly Picot |
| Britta Heidemann | 3 – 2   | Laura Flessel-Colovic |
| Claudia Bokel    | 3 – 4   | Hajnalka Kiraly Picot |
| Britta Heidemann | 0 – 1   | Maureen Nisima        |
| Imke Duplitzer   | 14 – 15 | Laura Flessel-Colovic |

#### Disputa pelo bronze
| França                | 45 – 37 | Canadá            |
| Maureen Nisima        | 4 – 1   | Monique Kavelaars |
| Hajnalka Kiraly Picot | 2 – 3   | Sherraine MacKay  |
| Laura Flessel-Colovic | 3 – 0   | Julie Leprohon    |
| Hajnalka Kiraly Picot | 7 – 3   | Monique Kavelaars |
| Maureen Nisima        | 4 – 1   | Julie Leprohon    |
| Laura Flessel-Colovic | 10 – 11 | Sherraine MacKay  |
| Hajnalka Kiraly Picot | 1 – 5   | Julie Leprohon    |
| Laura Flessel-Colovic | 9 – 7   | Monique Kavelaars |
| Sarah Daninthe        | 5 – 6   | Sherraine MacKay  |

#### Disputa pelo ouro
| Rússia             | 34 – 28 | Alemanha         |
| Tatiana Logounova  | 2 – 0   | Imke Duplitzer   |
| Karina Aznavourian | 2 – 1   | Britta Heidemann |
| Oxana Ermakova     | 1 – 0   | Claudia Bokel    |
| Karina Aznavourian | 3 – 0   | Imke Duplitzer   |
| Tatiana Logounova  | 1 – 2   | Claudia Bokel    |
| Oxana Ermakova     | 7 – 6   | Britta Heidemann |
| Karina Aznavourian | 1 – 4   | Claudia Bokel    |
| Oxana Ermakova     | 3 – 3   | Imke Duplitzer   |
| Tatiana Logounova  | 14 – 12 | Britta Heidemann |

### Disputa do 5º ao 8º lugar
|  | Perdedores das quartas | Perdedores das quartas | Perdedores das quartas |  |  | Disputa de 5º lugar | Disputa de 5º lugar | Disputa de 5º lugar |
|  |                        |                        |                        |  |  |                     |                     |                     |
|  |                        | Hungria                | 40                     |  |  |                     |                     |                     |
|  |                        | Coreia do Sul          | 33                     |  |  |                     |                     |                     |
|  |                        |                        |                        |  |  |                     | Hungria             | 32                  |
|  |                        |                        |                        |  |  |                     | China               | 31                  |
|  |                        | China                  | 29                     |  |  |                     |                     |                     |
|  |                        | Grécia                 | 18                     |  |  | Disputa de 7º lugar | Disputa de 7º lugar | Disputa de 7º lugar |
|  |                        |                        |                        |  |  |                     | Coreia do Sul       | 44                  |
|  |                        |                        |                        |  |  |                     | Grécia              | 30                  |

#### Perdedores das quartas
| Hungria              | 40 – 33 | Coreia do Sul |
| Adrienn Hormay       | 1 – 3   | Kim Hee-Jeong |
| Hajnalka Toth        | 4 – 3   | Lee Keum-Nam  |
| Ildikó Mincza-Nébald | 5 – 1   | Kim Mi-Jung   |
| Hajnalka Toth        | 6 – 4   | Kim Hee-Jeong |
| Adrienn Hormay       | 1 – 2   | Kim Mi-Jung   |
| Ildikó Mincza-Nébald | 3 – 3   | Lee Keum-Nam  |
| Hajnalka Toth        | 0 – 2   | Kim Mi-Jung   |
| Ildikó Mincza-Nébald | 0 – 0   | Kim Hee-Jeong |
| Adrienn Hormay       | 20 – 15 | Lee Keum-Nam  |

| China         | 29 – 18 | Grécia               |
| Shen Weiwei   | 5 – 2   | Niki Sidiropoulou    |
| Zhong Weiping | 1 – 6   | Jeanne Hristou       |
| Li Na         | 1 – 0   | Dimitra Magkanoudaki |
| Zhong Weiping | 3 – 3   | Niki Sidiropoulou    |
| Shen Weiwei   | 3 – 0   | Dimitra Magkanoudaki |
| Li Na         | 3 – 1   | Jeanne Hristou       |
| Zhong Weiping | 2 – 3   | Dimitra Magkanoudaki |
| Li Na         | 7 – 1   | Niki Sidiropoulou    |
| Shen Weiwei   | 4 – 6   | Jeanne Hristou       |

#### Disputa pelo 7º lugar
| Coreia do Sul | 44 – 30 | Grécia               |
| Kim Hee-Jeong | 4 – 4   | Niki Sidiropoulou    |
| Go Jung Nam   | 4 – 1   | Jeanne Hristou       |
| Lee Keum-Nam  | 3 – 1   | Dimitra Magkanoudaki |
| Go Jung Nam   | 4 – 2   | Niki Sidiropoulou    |
| Kim Hee-Jeong | 4 – 4   | Dimitra Magkanoudaki |
| Lee Keum-Nam  | 3 – 3   | Jeanne Hristou       |
| Go Jung Nam   | 5 – 1   | Dimitra Magkanoudaki |
| Lee Keum-Nam  | 8 – 9   | Niki Sidiropoulou    |
| Kim Hee-Jeong | 9 – 5   | Jeanne Hristou       |

#### Disputa pelo 5º lugar
| Hungria              | 32 – 31 | China         |
| Ildikó Mincza-Nébald | 2 – 5   | Shen Weiwei   |
| Adrienn Hormay       | 4 – 5   | Zhong Weiping |
| Hajnalka Toth        | 2 – 2   | Li Na         |
| Ildikó Mincza-Nébald | 7 – 4   | Zhong Weiping |
| Hajnalka Toth        | 3 – 1   | Shen Weiwei   |
| Adrienn Hormay       | 3 – 2   | Li Na         |
| Hajnalka Toth        | 2 – 0   | Zhong Weiping |
| Ildikó Mincza-Nébald | 3 – 4   | Li Na         |
| Adrienn Hormay       | 5 – 8   | Shen Weiwei   |

## Classificação final
A tabela a seguir contém a classificação final do evento:
| Pos. | Equipe        |
| ---- | ------------- |
|      | Rússia        |
|      | Alemanha      |
|      | França        |
| 4    | Canadá        |
| 5    | Hungria       |
| 6    | China         |
| 7    | Coreia do Sul |
| 8    | Grécia        |
| 9    | África do Sul |